# Anneli Saaristo
Terttu Anneli Orvokki Saaristo (Jokioinen, 15 febbraio 1949) è una cantante finlandese.
Ha rappresentato la Finlandia all'Eurovision Song Contest 1989 con il brano La dolce vita.

## Carriera
Anneli Saaristo è salita alla ribalta nel 1978 con la sua partecipazione al programma di selezione del rappresentante finlandese all'Eurovision Song Contest, dove ha presentato il suo singolo di debutto Sinun kanssasi, sinua ilman, piazzandosi al 4º posto. Ha ritentato la selezione eurovisiva nel 1984 con Sä liian paljon vaadit, questa volta finendo terza.
È riuscita a rappresentare la Finlandia all'Eurovision Song Contest 1989, vincendo la selezione con la canzone La dolce vita. Alla finale eurovisiva a Losanna si è piazzata 7ª su 22 partecipanti con 76 punti, regalando alla Finlandia uno dei suoi migliori piazzamenti al contest. Il suo brano eurovisivo è incluso nell'album La dolce vita, certificato disco d'oro con 25 000 copie vendute a livello nazionale.
La cantante ha piazzato il suo primo album nella classifica ufficiale finlandese nel 1999, quando Helminauha ha raggiunto la 30ª posizione. Dieci anni dopo è entrata per la seconda volta nella top 50 nazionale con l'album Uskalla rakastaa, che ha debuttato al 34º posto.

## Discografia

### Album
- 1980 – Aina aika rakkauden
- 1982 – Lauluja (con Matti Rag Paananen)
- 1984 – Elän hetkessä
- 1985 – Näin jäätiin henkiin
- 1987 – Tuuli, laivat ja laulu
- 1989 – La dolce vita
- 1992 – Appelsiinipuita aavikkoon
- 1995 – Kypsän naisen blues
- 1999 – Helminauha
- 2004 – Kaksi sielua
- 2009 – Uskalla rakastaa
- 2012 – Kissan mieli

### Raccolte
- 1989 – Anneli Saariston parhaat
- 1995 – Lauluja rakastamisen vaikeudesta
- 1996 – Evakon laulu
- 2012 – 20× Anneli Saaristo
- 2019 – Sinulle, sydämellä - 15 toivotuinta

### EP
- 1997 – Tämä yö

### Singoli
- 1978 – Sinun kanssasi, sinua ilman
- 1978 – Rakkauden hedelmät (con Kalevi Rothberg)
- 1983 – Elokuun illat/Jos joskus
- 1984 – Sä liian paljon vaadit
- 1985 – Evakon laulu
- 1985 – Näin jäätiin henkiin
- 1987 – Tuuli, laivat ja laulu/Kirsikankukka
- 1987 – Karjalaistytön Laulu
- 1989 – La dolce vita
- 1989 – Unta prinsessan
- 1989 – Viha-rakkaus/Maailman tuulet
- 1989 – Rendez vous/Luvaton lempi
- 1991 – Appelsiinipuita aavikkoon
- 1992 – Kuun voima
- 1992 – Tähtiyö (con Anna Eriksson ed Eija Kantola)
- 1998 – Katkennut helminauha
- 2010 – Illusion